# Richard Wollheim
Richard Arthur Wollheim (5 de maig de 1923 - 4 de novembre de 2003) va ser un filòsof britànic conegut per la seva obra sobre la ment i les emocions, especialment pel que fa a l'art visual, en concret, la pintura. Wollheim va ser el president de la Societat Britànica d'Estètica des de 1992 fins a la seva mort el 2003.
Fill d'una actriu i un empresari teatral, Richard Wollheim va assistir a la Westminster School, Londres (1941-1942), i el Balliol College, Oxford, (1945-1948), interrompuda pel servei militar actiu a la Segona Guerra Mundial. El 1949 va llicenciar en Filosofia, Política i Economia, i va començar a ensenyar per primera vegada al University College de Londres, on es va convertir en professor de pensament i lògica i cap del departament de 1963 a 1982. Va ser professor visitant a la Universitat Harvard, la Universitat de Colúmbia, la Universitat de Minnesota, Graduate Center, CUNY, la Universitat de Califòrnia-Berkeley, UC Davis i en altres llocs. Va presidir el departament de la Universitat de Berkeley, 1998-2002. En marxar de Berkeley, va treballar breument com a professor convidat al Balliol College. Wollheim va donar conferències National Gallery, Washington, DC (1984), publicades com La pintura com un art.
A més de la seva recerca filosòfica i l'ensenyament en l'art, Wollheim va ser ben conegut pel seu tractament filosòfic de la psicologia profunda, sobretot de Sigmund Freud. L'art i els seus objectes va ser un dels textos més influents del segle XX de la filosofia estètica. En un assaig de 1965, "Minimal Art", que sembla haver encunyat l'ús del terme «minimalisme». A la seva reeixida biografia de joventut, publicada pòstumament, Gèrmens: Memòria d'Infància, complementada amb alguns assaigs, Wollheim proporciona molta informació sobre els seus antecedents familiars i la seva vida fins adult, i la comprensió de les arrels dels seus interessos i la sensibilitat.

## Llibre i treballs publicats
- F. H. Bradley. Harmondsworth; Baltimore: Penguin, 1959. 2d edition, 1969.
- 'Socialism and Culture'. Fabian Tract, 331. London: Fabian Society, 1961.
- 'On Drawing an Object'. London: University College, 1965 (long essay). Repr. in On Art and the Mind.
- Art and Its Objects: An Introduction to Aesthetics. NYC: Harper & Row, 1968. Harmondsworth: Penguin Books, 1970. Harper Torchbook, 1971.
- Art and its Objects: With Six Supplementary Essays Arxivat 2010-06-03 a Wayback Machine.. 2d edition. Cambridge, Nova York: Cambridge University Press, 1980.
- A Family Romance. London: Jonathan Cape, 1969. NYC: Farrar, Straus, Giroux, 1969 (novel).
- Freud. London: Fontana Modern Masters, 1971. Paperback, 1973. American and later Cambridge University Press (1981) edns titled Sigmund Freud.
- On Art and the Mind: Essays and Lectures. Cambridge, Mass.: Harvard University Press,1972.
- 'The Good Self and the Bad Self: The Moral Psychology of British Idealism and the English School of Psychoanalysis Compared' (1975)—repr. in The Mind and Its Depths.
- 'The Sheep and the Ceremony' (1976)—repr. in The Mind and Its Depths.
- The Thread of Life. Cambridge, Mass.: Harvard University Press, 1984.
- Painting as an Art. Cambridge, Mass.: Harvard University Press, 1987.
- The Mind and Its Depths. Cambridge, Mass.: Harvard University Press, 1993 (essays).
- On the Emotions. New Haven and London: Yale University Press, 1999.
- Germs: A Memoir of Childhood. London: Waywiser Press, 2004.